# Hamarkameratene 2018
Questa voce raccoglie le informazioni riguardanti l'Hamarkameratene nelle competizioni ufficiali della stagione 2018.

## Stagione
A seguito del 1º posto arrivato nella 2. divisjon 2017 ed alla conseguente promozione, nella stagione 2018 l'HamKam avrebbe partecipato alla 1. divisjon ed al Norgesmesterskapet. Il 20 dicembre 2017 sono stati compilati i calendari per il campionato: alla 1ª giornata, l'HamKam avrebbe fatto visita all'Ullensaker/Kisa al Jessheim Stadion.
Il 9 marzo, Jacob Egeris è stato nominato nuovo capitano della squadra.

## Rosa
| N. |                      | Ruolo | Calciatore             |
| -- | -------------------- | ----- | ---------------------- |
| 1  | Danimarca (bandiera) | P     | Marco Priis Jørgensen  |
| 2  | Norvegia (bandiera)  | D     | Christian Borchgrevink |
| 2  | Norvegia (bandiera)  | D     | Morten Renå Olsen      |
| 3  | Islanda (bandiera)   | D     | Orri Sigurður Ómarsson |
| 4  | Danimarca (bandiera) | D     | Jacob Egeris           |
| 5  | Norvegia (bandiera)  | D     | Lars Brotangen         |
| 7  | Norvegia (bandiera)  | C     | Petter Vaagan Moen     |
| 8  | Norvegia (bandiera)  | C     | Markus Solbakken       |
| 9  | Norvegia (bandiera)  | A     | Ivar Sollie Rønning    |
| 10 | Norvegia (bandiera)  | D     | Truls Jevne Hagen      |
| 11 | Norvegia (bandiera)  | A     | Ole Erik Midtskogen    |
| 12 | Polonia (bandiera)   | P     | Łukasz Jarosiński      |

| N. |                        | Ruolo | Calciatore              |
| -- | ---------------------- | ----- | ----------------------- |
| 13 | Spagna (bandiera)      | D     | Rubén Alegre            |
| 14 | Norvegia (bandiera)    | D     | Nicholas Mickelson      |
| 15 | Svezia (bandiera)      | A     | Isac Lidberg            |
| 17 | Norvegia (bandiera)    | C     | Simen Bolkan Nordli     |
| 18 | Paesi Bassi (bandiera) | A     | Xander Houtkoop         |
| 19 | Norvegia (bandiera)    | C     | Sander Eng Strand       |
| 20 | Norvegia (bandiera)    | A     | Tobias Gran             |
| 20 | Norvegia (bandiera)    | A     | Johnny Buduson''        |
| 22 | Norvegia (bandiera)    | C     | Kristian Lønstad Onsrud |
| 27 | Norvegia (bandiera)    | C     | Peder Nersveen          |
| 27 | Norvegia (bandiera)    | C     | Aron Dønnum             |
| 99 | Nigeria (bandiera)     | A     | Ibrahim Abubakar        |

## Calciomercato

### Sessione invernale(dal 01/01 al 31/03)
| Arrivi | Arrivi                  | Arrivi       | Arrivi     |
| R.     | Nome                    | da           | Modalità   |
| ------ | ----------------------- | ------------ | ---------- |
| P      | Marco Priis Jørgensen   |              | svincolato |
| D      | Lars Brotangen          | Kjelsås      | definitivo |
| D      | Orri Sigurður Ómarsson  | Sarpsborg 08 | prestito   |
| D      | Morten Renå Olsen       | Stabæk       | prestito   |
| C      | Aron Dønnum             | Vålerenga    | prestito   |
| C      | Kristian Lønstad Onsrud | Raufoss      | definitivo |
| C      | Peder Nersveen          | Elverum      | definitivo |
| A      | Ibrahim Abubakar        | Start        | prestito   |
| A      | Johnny Buduson          | Haugesund    | definitivo |

| Partenze | Partenze             | Partenze   | Partenze   |
| R.       | Nome                 | a          | Modalità   |
| -------- | -------------------- | ---------- | ---------- |
| P        | Lars Jendal          | Nybergsund | prestito   |
| D        | Marius Bratberg Lund | Kjelsås    | definitivo |
| D        | Juan Manuel Cordero  | Alta       | definitivo |
| D        | François Yabré       |            | svincolato |
| C        | Franck Semou         |            | svincolato |
| A        | Kevin Beugré         |            | svincolato |

### Sessione estiva(dal 19/07 al 15/08)
| Arrivi | Arrivi                 | Arrivi     | Arrivi   |
| R.     | Nome                   | da         | Modalità |
| ------ | ---------------------- | ---------- | -------- |
| D      | Christian Borchgrevink | Vålerenga  | prestito |
| A      | Tobias Gran            | Lillestrøm | prestito |
| A      | Isac Lidberg           | Start      | prestito |

| Partenze | Partenze               | Partenze     | Partenze      |
| R.       | Nome                   | a            | Modalità      |
| -------- | ---------------------- | ------------ | ------------- |
| D        | Orri Sigurður Ómarsson | Sarpsborg 08 | fine prestito |
| D        | Morten Renå Olsen      | Stabæk       | fine prestito |
| C        | Aron Dønnum            | Vålerenga    | fine prestito |
| A        | Johnny Buduson         | Skeid        | definitivo    |

### Dopo la sessione estiva
| Arrivi | Arrivi          | Arrivi | Arrivi     |
| R.     | Nome            | da     | Modalità   |
| ------ | --------------- | ------ | ---------- |
| A      | Xander Houtkoop |        | svincolato |

| Partenze | Partenze | Partenze | Partenze |
| R.       | Nome     | a        | Modalità |
| -------- | -------- | -------- | -------- |

## Risultati

### 1. divisjon

#### Girone di andata
| Arbitro: | Aslam |

|             |           |                    |
| Solberg 66’ | Marcatori | 60’ Lønstad Onsrud |

| Arbitro: | Moen (Oslo) |

|              |           |                                |
| Abubakar 45’ | Marcatori | 19’, 22’ Midtgarden 44’ Hustad |

## Statistiche

### Statistiche di squadra
| Competizione       | Punti | In casa | In casa | In casa | In casa | In casa | In casa | In trasferta | In trasferta | In trasferta | In trasferta | In trasferta | In trasferta | Totale | Totale | Totale | Totale | Totale | Totale | DR |
| Competizione       | Punti | G       | V       | N       | P       | Gf      | Gs      | G            | V            | N            | P            | Gf           | Gs           | G      | V      | N      | P      | Gf     | Gs     | DR |
| ------------------ | ----- | ------- | ------- | ------- | ------- | ------- | ------- | ------------ | ------------ | ------------ | ------------ | ------------ | ------------ | ------ | ------ | ------ | ------ | ------ | ------ | -- |
| 1. divisjon        | 0     | 0       | 0       | 0       | 0       | 0       | 0       | 0            | 0            | 0            | 0            | 0            | 0            | 0      | 0      | 0      | 0      | 0      | 0      | 0  |
| Norgesmesterskapet | -     | 0       | 0       | 0       | 0       | 0       | 0       | 0            | 0            | 0            | 0            | 0            | 0            | 0      | 0      | 0      | 0      | 0      | 0      | 0  |
| Totale             | -     | 0       | 0       | 0       | 0       | 0       | 0       | 0            | 0            | 0            | 0            | 0            | 0            | 0      | 0      | 0      | 0      | 0      | 0      | 0  |

### Andamento in campionato
| Giornata  | 1 | 2 | 3 | 4 | 5 | 6 | 7 | 8 | 9 | 10 | 11 | 12 | 13 | 14 | 15 | 16 | 17 | 18 | 19 | 20 | 21 | 22 | 23 | 24 | 25 | 26 | 27 | 28 | 29 | 30 |
| --------- | - | - | - | - | - | - | - | - | - | -- | -- | -- | -- | -- | -- | -- | -- | -- | -- | -- | -- | -- | -- | -- | -- | -- | -- | -- | -- | -- |
| Luogo     | T | C | T | C | T | C | C | T | C | T  | C  | T  | C  | T  | C  | T  | C  | T  | C  | T  | T  | C  | T  | C  | T  | C  | T  | C  | T  | C  |
| Risultato | N | P |   |   |   |   |   |   |   |    |    |    |    |    |    |    |    |    |    |    |    |    |    |    |    |    |    |    |    |    |
| Posizione |   |   |   |   |   |   |   |   |   |    |    |    |    |    |    |    |    |    |    |    |    |    |    |    |    |    |    |    |    |    |

Fonte:  OBOS-ligaen 2018, su altomfotball.no, Altomfotball.
Legenda:

Luogo: C = Casa; T = Trasferta. Risultato: V = Vittoria; N = Pareggio; P = Sconfitta.

### Statistiche dei giocatori
| Giocatore          | 1. divisjon | 1. divisjon | 1. divisjon | 1. divisjon | Norgesmesterskapet | Norgesmesterskapet | Norgesmesterskapet | Norgesmesterskapet | Coppe europee | Coppe europee | Coppe europee | Coppe europee | Altre coppe | Altre coppe | Altre coppe | Altre coppe | Totale   | Totale | Totale      | Totale     |
| Giocatore          | Presenze    | Reti        | Ammonizioni | Espulsioni  | Presenze           | Reti               | Ammonizioni        | Espulsioni         | Presenze      | Reti          | Ammonizioni   | Espulsioni    | Presenze    | Reti        | Ammonizioni | Espulsioni  | Presenze | Reti   | Ammonizioni | Espulsioni |
| ------------------ | ----------- | ----------- | ----------- | ----------- | ------------------ | ------------------ | ------------------ | ------------------ | ------------- | ------------- | ------------- | ------------- | ----------- | ----------- | ----------- | ----------- | -------- | ------ | ----------- | ---------- |
| I. Abubakar        | 0           | 0           | 0           | 0           | 0                  | 0                  | 0                  | 0                  |               |               |               |               |             |             |             |             | 0        | 0      | 0           | 0          |
| R. Alegre          | 0           | 0           | 0           | 0           | 0                  | 0                  | 0                  | 0                  |               |               |               |               |             |             |             |             | 0        | 0      | 0           | 0          |
| S. Bolkan Nordli   | 0           | 0           | 0           | 0           | 0                  | 0                  | 0                  | 0                  |               |               |               |               |             |             |             |             | 0        | 0      | 0           | 0          |
| C. Borchgrevink    | 0           | 0           | 0           | 0           | -                  | -                  | -                  | -                  |               |               |               |               |             |             |             |             | 0        | 0      | 0           | 0          |
| L. Brotangen       | 0           | 0           | 0           | 0           | 0                  | 0                  | 0                  | 0                  |               |               |               |               |             |             |             |             | 0        | 0      | 0           | 0          |
| J. Buduson         | 0           | 0           | 0           | 0           | 0                  | 0                  | 0                  | 0                  |               |               |               |               |             |             |             |             | 0        | 0      | 0           | 0          |
| A. Dønnum          | 0           | 0           | 0           | 0           | 0                  | 0                  | 0                  | 0                  |               |               |               |               |             |             |             |             | 0        | 0      | 0           | 0          |
| J. Egeris          | 0           | 0           | 0           | 0           | 0                  | 0                  | 0                  | 0                  |               |               |               |               |             |             |             |             | 0        | 0      | 0           | 0          |
| S. Eng Strand      | 0           | 0           | 0           | 0           | 0                  | 0                  | 0                  | 0                  |               |               |               |               |             |             |             |             | 0        | 0      | 0           | 0          |
| T. Gran            | 0           | 0           | 0           | 0           | -                  | -                  | -                  | -                  |               |               |               |               |             |             |             |             | 0        | 0      | 0           | 0          |
| X. Houtkoop        | 0           | 0           | 0           | 0           | -                  | -                  | -                  | -                  |               |               |               |               |             |             |             |             | 0        | 0      | 0           | 0          |
| Ł. Jarosiński      | 0           | 0           | 0           | 0           | 0                  | 0                  | 0                  | 0                  |               |               |               |               |             |             |             |             | 0        | 0      | 0           | 0          |
| T. Jevne Hagen     | 0           | 0           | 0           | 0           | 0                  | 0                  | 0                  | 0                  |               |               |               |               |             |             |             |             | 0        | 0      | 0           | 0          |
| I. Lidberg         | 0           | 0           | 0           | 0           | -                  | -                  | -                  | -                  |               |               |               |               |             |             |             |             | 0        | 0      | 0           | 0          |
| K. Lønstad Onsrud  | 0           | 0           | 0           | 0           | 0                  | 0                  | 0                  | 0                  |               |               |               |               |             |             |             |             | 0        | 0      | 0           | 0          |
| N. Mickelson       | 0           | 0           | 0           | 0           | 0                  | 0                  | 0                  | 0                  |               |               |               |               |             |             |             |             | 0        | 0      | 0           | 0          |
| O. Midtskogen      | 0           | 0           | 0           | 0           | 0                  | 0                  | 0                  | 0                  |               |               |               |               |             |             |             |             | 0        | 0      | 0           | 0          |
| P. Nersveen        | 0           | 0           | 0           | 0           | 0                  | 0                  | 0                  | 0                  |               |               |               |               |             |             |             |             | 0        | 0      | 0           | 0          |
| O. Ómarsson        | 0           | 0           | 0           | 0           | 0                  | 0                  | 0                  | 0                  |               |               |               |               |             |             |             |             | 0        | 0      | 0           | 0          |
| M. Priis Jørgensen | 0           | 0           | 0           | 0           | 0                  | 0                  | 0                  | 0                  |               |               |               |               |             |             |             |             | 0        | 0      | 0           | 0          |
| M. Renå Olsen      | 0           | 0           | 0           | 0           | 0                  | 0                  | 0                  | 0                  |               |               |               |               |             |             |             |             | 0        | 0      | 0           | 0          |
| M. Solbakken       | 0           | 0           | 0           | 0           | 0                  | 0                  | 0                  | 0                  |               |               |               |               |             |             |             |             | 0        | 0      | 0           | 0          |
| M. Sollie Rønning  | 0           | 0           | 0           | 0           | 0                  | 0                  | 0                  | 0                  |               |               |               |               |             |             |             |             | 0        | 0      | 0           | 0          |
| P. Vaagan Moen     | 0           | 0           | 0           | 0           | 0                  | 0                  | 0                  | 0                  |               |               |               |               |             |             |             |             | 0        | 0      | 0           | 0          |